# Actinonaias
Actinonaias é um género de bivalve da família Unionidae.
Este género contém as seguintes espécies:
- Actinonaias computata (Crosse & P. Fischer, 1894)
- Actinonaias coyensis (Pilsbry, 1910)
- †Actinonaias didymictidis (Cockerell, 1915)
- Actinonaias medellina (I. Lea, 1838)
- Actinonaias moctezumensis (Pilsbry, 1910)
- Actinonaias sapotalensis (I. Lea, 1841)
- †Actinonaias shoshonensis (C. A. White, 1876)
- Actinonaias signata (Pilsbry, 1910)
- Actinonaias undivaga (Pilsbry, 1910)